# Tętnica łącząca przednia

Koło tętnicze mózgu. Tętnica łącząca przednia widoczna w górnej części pomiędzy dwiema tętnicami przednimi mózgu

Tętnica łącząca przednia (łac. arteria communicans anterior) – w anatomii człowieka tętnica łącząca dwie (prawą i lewą) tętnice przednie mózgu. Topograficznie znajduje się ona w dole przednim czaszki, do przodu i ku górze od skrzyżowania wzrokowego, u wejścia do szczeliny podłużnej mózgu.
Jest to naczynie krótkie, o długości przeciętnie około 4 mm i dużej zmienności osobniczej – u wielu ludzi stwierdza się brak tętnicy łączącej przedniej. Może być ona też tak krótka, że tętnice przednie mózgu praktycznie stykają się ze sobą. Niewykształcenie się tętnicy łączącej przedniej najczęściej nie daje objawów klinicznych i jest wykrywane przypadkowo. Tętnica łącząca przednia wchodzi w skład koła tętniczego mózgu i w razie jej braku koło to traci swą ciągłość.
Kliniczne znaczenie tętnicy łączącej przedniej przejawia się natomiast w tym, że jest ona najczęstszym miejscem lokalizacji tętniaków tętnic mózgowych (30% wszystkich tętniaków wewnątrzczaszkowych), których pęknięcie jest najczęstszą przyczyną krwotoku podpajęczynówkowego. Czasami taki tętniak może osiągnąć znaczne rozmiary i poprzez ucisk na sąsiednie struktury mózgowia jeszcze przed pęknięciem wywoływać bóle głowy oraz inne objawy, takie jak:
- niedowidzenie połowicze dwuskroniowe (spowodowane uciskiem na skrzyżowanie wzrokowe)[6]
- objawy uszkodzenia płata czołowego, jak np. zaburzenia mowy, niedowład połowiczy[7], objawy psychopatologiczne, np. konfabulacje[8].

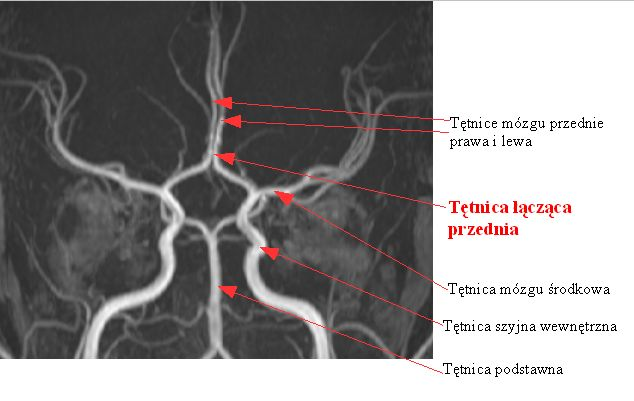
Tętnice mózgowe uwidocznione przyżyciowo w badaniu angio-MRI